# Чхэ Джи Хун
Чхэ Джи Хун (кор. 채지훈, англ. Chae Ji-hoon, родился 5 марта 1974 года в Сеуле) — южно-корейский шорт-трекист, Чемпион зимних Олимпийских игр 1994 года в Лиллехаммере, двукратный серебряный призёр Олимпийских игр 1994 и 1998 годов. Абсолютный чемпион мира 1995 года. Неоднократный чемпион и призёр чемпионатов мира. Окончил Университет Ёнсе.

## Спортивная карьера
Чхэ Джи Хун начал кататься на коньках в возрасте 5-и лет. Впервые участвовал в чемпионате мира 1993 года в Пекине и сразу взял две медали бронзового оттенка на 1500 метров и в абсолютном зачёте. В следующем году в Гилфорде он выиграл на 1500 метров и был вторым в общем зачёте. Чхэ шёл по нарастающей, уже на первенстве мира в Йевике он стал абсолютным чемпионом мира, выиграл на 500, 1500 и финал на 3000 метров.
На Олимпийских играх в Лиллехаммере взял золото на 500 метров и серебро на 1000 метров, это был пик его карьеры. В конце 1996 года он получил травму спины и три месяца провёл в больнице, одновременно лечился физиотерапией и восточной медициной. Между тем он пропустил Универсиаду и чемпионат мира 1997 года. С 1996 по 1998 год Чхэ выиграл на мировых первенствах ещё несколько серебряных и бронзовых наград. На очередной Олимпиаде в Нагано была поставлена красивая точка в карьере, на которой выиграл серебряную медаль в эстафете.
После он посвятил себя учёбе, получил степень доктора философии в области социального и физического воспитания в аспирантуре университета Ёнсе в 2008 году. Был руководителем соревнований и комментатором вещания на телевидении. С 2006 по 2007 год он был тренером сборной США по шорт-треку, в том числе тренировал Аполона Антона Оно. С 2006 года является членом Технологического отдела Международной федерации шорт-трека. В 2016 году он вернулся в Корею из Соединенных Штатов и работает тренером в Ice House Сувон (кор. 아이스하우스 아이스링크, англ. Ice House Ice Rink) в городе Сувоне Чхэ Джи Хун также тренирует сборную Индонезии.